# محمد طاهري
محمد طاهري (مواليد 2 مايو 1985) هو لاعب كرة صالات إيراني محترف.

## الأوسمة

### كأس العالم لكرة الصالات[12]
- المركز الثالث (1): كأس العالم لكرة الصالات 2016

### كأس آسيا لكرة قدم الصالات
- البطل (5): بطولة آسيا لكرة القدم الخماسية موسم 2005 وموسم 2007 وموسم 2008 وموسم 2010 وموسم 2016
- الوصيف (1): 2014

### الألعاب الآسيوية للصالات المغلقة وفنون القتال
- البطل (3): كرة القدم داخل الصالات في دورة الألعاب الآسيوية للصالات المغلقة موسم 2005 وموسم 2007 وكرة القدم داخل الصالات في دورة الألعاب الآسيوية للصالات والفنون القتالية موسم 2013

### بطولة كأس القارات داخل الصالات
- البطل (1): موسم 2009

### بطولة غرب آسيا لكرة الصالات
- البطل (1): موسم 2007

### الجائزة الكبرى لكرة الصالات
- الوصيف (1): موسم 2015